# Tiger Cave
Tiger Cave (в пер. с англ. - "пещера тигра") — международный, музыкальный англоязычный проект Кирилла Фурманчука и Николая Сарабьянова, основанный в ноябре 2013 года в России.
В 2014 году группа выпустила первый релиз на песню «Star Dust» c одноименного альбома. Сингл стал настолько популярным, что почти сразу вошел в саундтрек к сериалу Ангел или демон на телеканале СТС. В феврале 2015 года, видео на песню «Angel's Arrow» было номинировано на «Berlin Music Video Awards 2015» наравне с такими артистами как The Prodigy, Coldplay и Röyksopp.

## История
Группа начала свой творческий путь с трека «Artificial Hearts», сразу же заслужившего положительные отзывы критиков. Затем вышел сингл и видео на песню «Free Trial Offer», которая несколько месяцев с успехом транслировалась на французском радио. В 2017 году открывали шоу Эроса Рамаццотти на ЭКСПО 2017 в Астане. В марте 2018 года вышел альбом “A Place in the Sun”, который встретил хорошую критику как от журналистов, так и от других музыкантов (Баста, Полины Гагариной, Антона Беляева (Therr Maitz)). Альбом попал в списки рекомендаций к прослушиванию таких изданий, как "Коммерсантъ" и "Московский Комсомолец". В 2018 Tiger Cave участвовали в одном из крупнейших международных музыкальных фестивалей России и Европы Park Live, среди таких артистов как Gorillaz, Massive Attack, Kaleo и других.
В Июне 2019 открывали шоу группы Muse на стадионе "Лужники" в Москве.
В 2019 вышел сингл Power of Divine.
В мае 2019 года в Москве, при поддержке одной из крупнейших социальных сетей в России «Одноклассники» состоялась презентация музыкального тура «Миллион рукопожатий» , слоган которого четко определяет основные принципы Tiger Cave: "Музыка против вражды, ненависти, злобы, насилия и нетерпимости". Презентация проходила в уникальном формате 12-ти часового музыкального онлайн марафона. За 12 часов непрерывного концерта группы, акция собрала более 3,7 миллионов просмотров, свыше 700 перепостов и более 30 тысяч «лайков».

## Особенности исполнения
Одной из уникальных черт Tiger Cave можно назвать виртуозное владение музыкальными инструментами. При помощи определенных техник, солисты Кирилл Фурманчук и Николай Сарабьянов придают новое звучание уже привычным гитарам, клавишным, барабанам. Отличительной особенностью Tiger Cave так же является использование такой техники исполнения, как лайв-лупинг. Таким образом, музыканты создают звуоквые петли непосредственно во время выступления. Так же стоит отметить широкий вокальный диапазон обоих исполнителей, благодаря чему Tiger Cave вдвоем звучат как целый оркестр.

## Состав

##### Кирилл Фурманчук
Кирилл Фурманчук (так же Cyril Fourman); родился 1 Июня 1980, Москва Россия); музыкант, певец и автор песен. Кирилл рос в творческой семье и занимался музыкой с детства. В 1996 г. переехал в Нью Йорк к своему отцу. Отец Кирилла, театральный режиссёр Анатолий Фурманчук, основал “New York Art Theatre”, занимался постановкой спектаклей Off-Broadway и преподавал актерское мастерство в “Michael Howard Studios”. Именно в США Кирилл впитал американскую музыкальную и театральную культуру, которая вдохновила его на написание своих первых композиции.
С 2000 года Кирилл принимал участие в разных музыкальных проектах как гитарист и автор песен в Москве, Лос-Анджелесе и Нью-Йорке. Открывал
шоу Nine Inch Nails, Evanescence и Джейсона Мраза. В 2001 году Кирилл с братом Андреем Фурмачуком, основали компанию “N.Y.A.T.”, которая занималась организацией и продюсированием музыкальных и спортивных мероприятий, телевизионных шоу, а так же «букингом» западных артистов. За время работы им удалось поработать с большим количеством статусных имён: Би Би Кинг, HIM, Bryan Ferry, Julio Iglesias, Thirty Seconds to Mars,“the Prodigy”,“Koяn”, Кэти Перри, Tokio Hotel Sum 41 и многими другими. С 2011 по 2013 года являлись сопродюсерами крупнейшего Российского музыкального фестиваля Максидром. В 2013 году Кирилл основал Tiger Cave и оставил свою бизнес карьеру, чтобы полностью посвятить себя музыке.
Женат на актрисе и кинопродюсере Светлане Мигуновой - Дали.
Есть дочь Эми.

##### Николай Сарабьянов
Николай Сарабьянов (eng. Nick Sarabyanov) родился 30 апреля 1979 в Москве; гитарист, певец, композитор, саунд продюсер и аранжировщик. Николай вырос в семье творческой интеллигенции. Отец - знаменитый российский искусствовед, специалист по Русскому Авангарду, автор
множества книг по истории искусства Сарабьянов Андрей Дмитриевич. Мать Наталья Ивановна Бруни, дочь художника Ивана Бруни и правнучка поэта Серебряного века Константина Бальмонта. Род Бруни идет от знаменитого Федора Бруни, современника Пушкина, автора полотна «Медный змий», росписей Исаакиевского собора в Петербурге и многого другого. Музыкальную школу Николай закончил по классу фортепиано. В 1994 году поступил в эстрадно-джазовую подготовительную студию по классу фортепиано, а закончил уже по классу гитары.
В 2000 году закончил музыкальный факультет эстрадного отделения МПГУ им.Ленина по классу джазовой гитары у Владимира Бранда и получил диплом
педагога по гитаре. Как гитарист (а в некоторых из них как аранжировщик и саунд продюсер), участвовал в следующих проектах: Токио, Мачете, Линда, Энди Йорк (родной брат Тома Йорка из "Radiohead"), Ирина Богушевская, Гришковец и Бигуди, Найк Борзов, Батырхан Шукенов (А-студио), Вася Обломов,
Анатолий Герасимов Band, Алексей Хвостенко, группы: "Паперный Там","Green point orchestra", "Мэд Дог", "19:84", “Therr Maitz”, Ногганно и
Баста. В 2016 году Николай и его одноклассник Кирилл объединяются и начинают работу в дуэте “Tiger Cave”.
Женат, 4 детей.

## Дискография
Star Dust - 2014
Artificial Hearts (сингл) - 2017
Free Trial Offer (сингл) - 2017
A Place in the Sun - 2018
Power of Divine (сингл) - 2019

## Видеоклипы
Angel’s Arrow
Star Dust
F.T.O.